# Lenartov
Lenartov – wieś (obec) na Słowacji położona w kraju preszowskim, w powiecie Bardejów. Najstarsze wzmianki o miejscowości pochodzą z roku 1427 i 1543.
Według danych z dnia 31 grudnia 2016, wieś zamieszkiwały 1124 osoby, w tym 563 kobiety i 561 mężczyzn.